# میکیتا یاکوبنکو
میکیتا یاکوبنکو (اوکراینی: Микита Олександрович Якубенко؛ زادهٔ ۱۵ اکتبر ۲۰۰۰) بازیکن فوتبال اهل اوکراین است.